# Orzeł za najlepszą główną rolę kobiecą
Najlepsza Główna Rola Kobieca to jedna z najważniejszych Kategorii Polskich Nagród Filmowych. Po raz pierwszy została wręczona w 1999 roku, laureatką została Agnieszka Krukówna.
Laureaci i nominowani do Orłów w kategorii najlepsza główna rola kobieca:

## Lata 1990–1999
| Rok  | Laureatka                                       | Nominowane |
| ---- | ----------------------------------------------- | --- |
| 1998 | Agnieszka Krukówna − Farba jako Marta „Farba”   | - Stanisława Celińska − Złote runo jako Szwagierka Rysia - Agnieszka Sitek − Zabić Sekala jako Agnieszka - Danuta Stenka − Cudze szczęście jako Anna Kowalska - Grażyna Szapołowska − Kroniki domowe jako Matka |
| 1999 | Grażyna Szapołowska − Pan Tadeusz jako Telimena | - Magdalena Cielecka − Amok jako Julia - Małgorzata Dobrowolska − Tydzień z życia mężczyzny jako Anna Borowska - Agnieszka Krukówna − Fuks jako Sonia - Dominika Ostałowska − Wojaczek jako Mała                |

## Lata 2000–2009
| Rok  | Laureatka                                                    | Nominowane |
| ---- | ------------------------------------------------------------ | --- |
| 2000 | Dominika Ostałowska − Daleko od okna jako Regina Lilienstern | - Magdalena Cielecka − Zakochani jako Zosia Karska - Anna Dymna − Duże zwierzę jako Maria Sawicka - Krystyna Janda − Życie jako śmiertelna choroba przenoszona drogą płciową jako Anna - Maja Ostaszewska − Prymas. Trzy lata z tysiąca jako siostra Maria Leonia Graczyk |
| 2001 | Kinga Preis − Cisza jako Magdalena „Mimi"                    | - Magdalena Cielecka − Egoiści jako Anka - Anna Dymna − Wiedźmin jako Nenneke - Aleksandra Gietner − Cześć Tereska jako Tereska - Jadwiga Jankowska-Cieślak − Szczęśliwy człowiek jako Maria Sosnowska                                                                    |
| 2002 | Danuta Stenka − Chopin. Pragnienie miłości jako George Sand  | - Katarzyna Figura − Zemsta jako Hanna Podstolina - Emilia Fox − Pianista jako Dorota - Ewa Kaim − Anioł w Krakowie jako Hanka - Edyta Olszówka − Tam i z powrotem jako Krystyna                                                                                          |
| 2003 | Katarzyna Figura − Żurek jako Halina Iwanek                  | - Maja Ostaszewska − Przemiany jako Marta Mycińska - Aleksandra Prószyńska − Zmruż oczy jako „Mała” |
| 2004 | Krystyna Feldman − Mój Nikifor jako Nikifor Krynicki         | - Katarzyna Figura − Ubu Król jako Ubica - Agnieszka Grochowska − Pręgi jako Tania |
| 2005 | Kinga Preis − Komornik jako Gosia Bednarek                   | - Jolanta Fraszyńska − Skazany na bluesa jako Małgorzata „Gola” Riedel - Krystyna Janda − Wróżby kumaka jako Aleksandra Piątkowska |
| 2006 | Jowita Budnik − Plac Zbawiciela jako Beata Zielińska         | - Karolina Gruszka − Kochankowie z Marony jako Ola - Kinga Preis − Statyści jako Bożena Popławska-Ochman |
| 2007 | Danuta Szaflarska − Pora umierać jako Aniela                 | - Sonia Bohosiewicz − Rezerwat jako Hanka B. - Krystyna Janda − Parę osób, mały czas jako Jadwiga Stańczakowa |
| 2008 | Jadwiga Jankowska-Cieślak − Rysa jako Joanna                 | - Swietłana Chodczenkowa − Mała Moskwa jako Wiera Swietłowa / Wiera, córka Wiery - Kinga Preis − Cztery noce z Anną jako Anna |
| 2009 | Agata Buzek − Rewers jako Sabina Jankowska                   | - Krystyna Janda − Tatarak jako pani Marta / Aktorka - Kinga Preis − Dom zły jako Bożena Dziabasowa |

## Lata 2010–2019
| Rok  | Laureatka                                                                                    | Nominowane |
| ---- | -------------------------------------------------------------------------------------------- | --- |
| 2010 | Urszula Grabowska − Joanna jako Joanna                                                       | - Magdalena Boczarska − Różyczka jako Kamila Sakowicz - Olga Frycz − Wszystko, co kocham jako Basia Martyniak                                                                                         |
| 2011 | Agata Kulesza − Róża jako Róża Kwiatkowska                                                   | - Agnieszka Grochowska − W ciemności jako Klara Keller - Roma Gąsiorowska − KI jako Ki |
| 2012 | Agnieszka Grochowska − Bez wstydu jako Anka                                                  | - Weronika Rosati − Obława jako sanitariuszka „Pestka” - Danuta Szaflarska − Pokłosie jako Zielarka                                                                                                   |
| 2013 | Agata Kulesza − Ida jako Wanda Gruz                                                          | - Agnieszka Grochowska − Wałęsa. Człowiek z nadziei jako Danuta Wałęsa - Jowita Budnik − Papusza jako Papusza                                                                                         |
| 2014 | Maja Ostaszewska – Jack Strong jako Hanna Kuklińska                                          | - Zofia Wichłacz – Miasto 44 jako Alicja „Biedronka” - Agata Kulesza – Pani z przedszkola jako mama Krzysztofa                                                                                        |
| 2015 | Maja Ostaszewska – Body/Ciało jako Anna                                                      | - Gabriela Muskała – Moje córki krowy jako Kasia, siostra Marty - Agata Kulesza – Moje córki krowy jako Marta Makowska                                                                                |
| 2016 | Aleksandra Konieczna – Ostatnia rodzina jako Zofia Beksińska                                 | - Michalina Łabacz – Wołyń jako Zosia Głowacka - Dorota Kolak – Zjednoczone stany miłości jako Renata                                                                                                 |
| 2017 | Magdalena Boczarska – Sztuka kochania. Historia Michaliny Wisłockiej jako Michalina Wisłocka | - Karolina Gruszka – Maria Skłodowska-Curie jako Maria Skłodowska-Curie - Agnieszka Mandat – Pokot jako Janina Duszejko                                                                               |
| 2018 | Joanna Kulig – Zimna wojna jako Zula Lichoń                                                  | - Gabriela Muskała – Fuga jako Kinga Słowik/Alicja - Anna Radwan – Kamerdyner jako Gerda von Krauss                                                                                                   |
| 2019 | Aleksandra Konieczna – Boże Ciało jako kościelna Lidia                                       | - Maria Sobocińska – Pan T. jako Dagna - Krystyna Janda – Słodki koniec dnia jako Maria Linde - Maria Dębska – Zabawa, zabawa jako Magda - Dorota Kolak – Zabawa, zabawa jako Profesor Teresa Malicka |

## Lata 2020–2029
| Rok  | Laureatka                                                                      | Nominowane |
| ---- | ------------------------------------------------------------------------------ | --- |
| 2020 | Agata Kulesza − 25 lat niewinności. Sprawa Tomka Komendy jako Teresa Klemańska | - Zofia Stafiej − Jak najdalej stąd jako Ola Hudzik - Agata Kulesza − Śniegu już nigdy nie będzie jako Ewa - Maja Ostaszewska − Śniegu już nigdy nie będzie jako Maria - Zofia Domalik − Wszystko dla mojej matki jako Ola |
| 2021 | Agata Buzek − Moje wspaniałe życie jako Klara Keller                           | - Jasna Đuričić − Aida jako Klara Keller - Maria Dębska − Bo we mnie jest seks jako Kalina Jędrusik - Magdalena Koleśnik − Sweat jako Sylwia Zając - Sandra Korzeniak − Żeby nie było śladów jako Barbara Sadowska         |
| 2022 | Dorota Pomykała − Kobieta na dachu jako Mira Napieralska                       | - Katarzyna Figura – Chrzciny jako Marianna - Agnieszka Grochowska – Fu*king Bornholm jako Maja Malecka - Sandra Drzymalska – IO jako Kasandra - Małgorzata Gorol – Śubuk jako Maryśka                                     |
| 2023 | Magdalena Cielecka – Lęk jako Małgorzata                                       | - Kamila Urzędowska – Chłopi jako Jagna Paczesiówna - Lena Góra – Imago jako Ela - Marta Nieradkiewicz – Lęk jako Łucja - Maja Ostaszewska – Zielona granica jako Julia                                                    |
| 2024 | Vic Carmen Sonne – Dziewczyna z igłą jako Karoline Nielsen                     | |

## Ranking laureatek
| Laureatka            | Liczba nagród |
| -------------------- | ------------- |
| Agata Buzek          | 2             |
| Agata Kulesza        | 2             |
| Maja Ostaszewska     | 2             |
| Kinga Preis          | 2             |
| Aleksandra Konieczna | 2             |

## Ranking nominowanych
| Nominowana           | Liczba nominacji |
| -------------------- | ---------------- |
| Kinga Preis          | 5                |
| Agnieszka Grochowska | 4                |
| Krystyna Janda       | 4                |
| Agata Kulesza        | 4                |
| Maja Ostaszewska     | 4                |
| Magdalena Cielecka   | 3                |
| Katarzyna Figura     | 3                |